# Carola Baer-von Mathes
Carola Baer-von Mathes, auch Carola Baer, (* 26. September 1857 in Ried im Innkreis; † 9. September 1940 in München) war eine österreichische, jedoch überwiegend in Deutschland tätige Malerin. Sie signierte meist mit C. Baer-Mathes.

## Leben

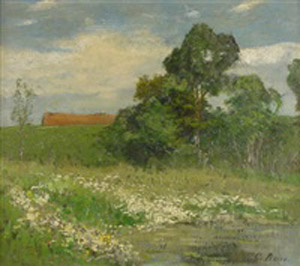
Carola Baer-von Mathes, Sommerlandschaft, vor 1940

Carola von Mathes wurde 1857 als Tochter des in Salzburg tätigen k.u.k. Hofrats und Gerichtspräsidenten Karl Mathes – seit 1880 „Ritter von Mathes“ – geboren. Sie studierte bei dem Landschaftsmaler Fritz Baer in München, dessen Ehefrau sie im Oktober 1890 wurde. Das Paar ließ sich zuerst in der Theresienstraße nieder und zog 1893 nach Pasing bei München, das erst 1938 in die bayerische Hauptstadt eingemeindet wurde. Fritz Baer erwarb für sich und seine Familie 1899 das Heimat- und Bürgerrecht in Pasing und engagierte sich auch politisch in der aufstrebenden Gemeinde. Er wurde Mitglied und 2. Vorsitzender des Gemeindekollegiums (2. Bürgermeister), war zeitweise Gewerberichter und führte mehrere Jahre den Vorsitz im Pasinger „Liberalen Verein“. 1901 zog die Familie in ein eigenes Haus mit Ateliers in der Apfelallee – später in Rembrandtstraße umbenannt – in der westlichen Pasinger Villenkolonie um. Freundschaftliche Beziehungen bestanden zu dem ebenfalls in Pasing ansässigen Wilhelm  Marc. Der Ehe entstammten drei Kinder: Fritz Carl (1891–1981), Architekt und als Maler Schüler seines Vaters; (2) Carola, genannt Lollo (* 1892) und Theodore (* 1895).
Baer war sowohl thematisch wie auch in ihrer Malweise stark von Fritz Baer beeinflusst. Sie schuf vor allem Wald- und Wiesenstücke in den Stimmungen des Tagesablaufs und dem für die Jahreszeiten charakteristischen Kolorit. Ihre Motive fand sie in der näheren und weiteren Umgebung Pasings, etwa im Dachauer Moos, bei Garmisch-Partenkirchen oder anlässlich von Aufenthalten der Familie 1900 und 1901 in Liechtenstein und 1902 in St.Anton am Arlberg. Ein 1902 erworbenes Haus „Beim Nagler“ in Lähn in Tirol wurde 1910 zugunsten des Kaufs einer Mühle in Berwang aufgegeben.
1891 war Baer-Mathes in der „Ausstellung deutscher Kunst- und Industrieerzeugnisse“ in London vertreten.  Von 1891 bis 1899 stellte sie regelmäßig im Münchner Glaspalast aus, zudem bei der Münchner Secession, im Kunstverein und anlässlich der Ausstellungen des Künstlerinnenvereins, unter anderem 1903 in der Ausstellung von Werken Münchner Künstlerinnen im Künstlerhaus, anlässlich des 3. bayerischen Frauentages. Nach dem Tod ihres Mannes, der 1919 an einem Krebsleiden verstarb, zeigte die Galerie Heinemann in München (1921) sechzehn seiner nachgelassenen Werke sowie 58 ihrer Arbeiten.
Von 1890 bis 1894 war Carola Baer-Mathes Leiterin der Landschafts- und Stilllebenklasse des Münchner Künstlerinnenvereins. Anschließend lehrte sie bis 1899 die Fächer Blumen, Stillleben und Landschaft an der vom Verein geführten Münchner Damenakademie. Unter anderem war sie Mitglied im „Verband Pasinger und Obermenzinger Künstler“.

## Ausstellungen
- 1921: Galerie Heinemann, München (Gruppenausstellung)
- 1941: posthum: Städtische Galerie im Lenbachhaus, München (gemeinsam mit Fritz Baer)